# 林揚
林揚（1932年11月24日—2006年12月28日），本名林綿祿，電影演員。

## 生平
林揚年輕時期即參加台語劇團在臺灣巡迴演出，台灣電視公司成立，他以藝名林揚成為台視演員，之後陸續演出閩南語電視劇《心事誰人知》、《雪中蓮》。1995年，林揚演出萬仁執導之《超級大國民》，榮獲第32屆金馬獎最佳男主角獎。
林揚在《超級大國民》殺青後不久中風，不能行走，無法言語，未能親自參加金馬獎頒獎典禮。
2006年12月28日，林揚因心臟衰竭病逝於台南國立成功大學醫學院附設醫院。

## 電影
- 1986年：《戀戀風塵》...爸爸
- 1988年：《陰間響馬，吹鼓吹》...申伯-登教父
- 1988年：《記得當時年紀小》...吳秀枝之父
- 1989年：《悲情城市》...許先生
- 1990年：《缺角的太陽》...蔡老闆
- 1994年：《超級大國民》 ...許毅生
- 1995年：《紅柿子》

## 電視
- 1981年：台視楊麗花歌仔戲《朱洪武與劉伯溫》飾葛員外

## 獲獎
- 1995年：以演出《超級大國民》榮獲第32屆金馬獎最佳男主角獎。

## 外部連結
- 林揚在互联网电影资料库（IMDb）上的資料（英文）（英文）
- 在AllMovie上林揚的頁面（英文）
- 林揚在香港影庫上的簡介
- 林揚在豆瓣上的资料（简体中文）
- 林揚在时光网上的簡介（简体中文）